# Bisdom Tete
Het bisdom Tete (Latijn: Dioecesis Tetiensis) is een rooms-katholiek bisdom met als zetel Tete, in Mozambique. Het bisdom is suffragaan aan het aartsbisdom Beira. 

## Geschiedenis
Het bisdom werd opgericht op 6 mei 1962, uit delen van het bisdom Beira, en was suffragaan aan het aartsbisdom Lourenço Marques. Op 4 juni 1984 veranderde het van kerkprovincie en werd suffragaan aan het nieuw verheven aartsbisdom Beira. 

## Parochies
Het bisdom had in 2022 een oppervlakte van 100.715 km2 en telde 2.319.000 inwoners waarvan 15,1% rooms-katholiek was.

## Bisschoppen
- Félix Niza Ribeiro (20 december 1962 - 19 februari 1972)
- Augusto César Alves Ferreira da Silva (19 februari 1972 - 31 mei 1976)
- Paulo Mandlate (31 mei 1976 - 18 april 2009)
- Inácio Saúre (12 april 2011 - 11 april 2017)
- Diamantino Guapo Antunes (22 maart 2019 - heden)